# NGC 42
NGC 42 је елиптична галаксија у сазвежђу Пегаз која се налази на NGC листи објеката дубоког неба.
Деклинација објекта је + 22° 6' 3" а ректасцензија 0h 12m 56,3s. Привидна величина (магнитуда) објекта NGC 42 износи 14,3 а фотографска магнитуда 15,3. NGC 42 је још познат и под ознакама UGC 118, MCG 4-1-41, CGCG 478-43, NPM1G +21.0007, PGC 867.